# Francavilla Calcio 1991-1992
Questa pagina raccoglie le informazioni riguardanti il Francavilla Calcio nelle competizioni ufficiali della stagione 1991-1992.

## Rosa
| N. |                   | Ruolo | Calciatore            |
| -- | ----------------- | ----- | --------------------- |
|    | Italia (bandiera) | D     | Antonino Amato        |
|    | Italia (bandiera) | D     | Andrea Arcano         |
|    | Italia (bandiera) | A     | Sossio Aruta          |
|    | Italia (bandiera) | D     | Antonio Calabretta    |
|    | Italia (bandiera) | C     | Fabio Castellazzi     |
|    | Italia (bandiera) | P     | Mariano Coccia        |
|    | Italia (bandiera) | D     | Gianluca Colonnello   |
|    | Italia (bandiera) | A     | Fabio Contestabile    |
|    | Italia (bandiera) | D     | Alessandro Del Grosso |
|    | Italia (bandiera) | D     | Ugo Di Federico       |
|    | Italia (bandiera) | C     | Gaetano De Maria      |
|    | Italia (bandiera) | C     | Mirko Donati          |
|    | Italia (bandiera) | C     | Massimo Falconi       |
|    | Italia (bandiera) | A     | Fabrizio Ferretti     |

| N. |                   | Ruolo | Calciatore                 |
| -- | ----------------- | ----- | -------------------------- |
|    | Italia (bandiera) | D     | Attilio Franchella         |
|    | Italia (bandiera) | D     | Silvio Vittorio Giampietro |
|    | Italia (bandiera) | C     | Massimiliano Menegatti     |
|    | Italia (bandiera) | D     | Salvatore Monaco           |
|    | Italia (bandiera) | D     | Marco Moretti              |
|    | Italia (bandiera) | P     | Marco Onesti               |
|    | Italia (bandiera) | A     | Francesco Palmieri         |
|    | Italia (bandiera) | C     | Fiorenzo Patricelli        |
|    | Italia (bandiera) | D     | Giuliano Pierobon          |
|    | Italia (bandiera) | C     | Paolo Rachini              |
|    | Italia (bandiera) | A     | Oscar Tacchi (III)         |
|    | Italia (bandiera) | A     | Mario Titone               |
|    | Italia (bandiera) | A     | Walter Tolu                |
|    | Italia (bandiera) | A     | Emanuel Tontodonati        |